# Astragalus riouxii
Astragalus riouxii är en ärtväxtart som beskrevs av Karl Heinz Rechinger. Astragalus riouxii ingår i släktet vedlar, och familjen ärtväxter. Inga underarter finns listade i Catalogue of Life.